# Damettan i ishockey 2016/2017
Damettan i ishockey 2016/2017 är Sveriges näst högsta serie i ishockey för damer och består av fyra regionala serier med totalt 21 lag (olika antal lag i varje serie).
De fyra seriesegrarna går vidare till kval till Svenska Damhockeyligan. En förenings andralag och lag sammansatta av två föreningar får inte kvala till SDHL och en förening med lag i SDHL måste ange tio utespelare och en målvakt som inte får delta i Damettan.

## Tabeller

### Damettan Södra
| Nr | Lag               | S  | V  | ÖV | ÖF | F  | GM | IM | MS  | P  |
| -- | ----------------- | -- | -- | -- | -- | -- | -- | -- | --- | -- |
| 1  | Göteborg HC 1     | 16 | 15 | 0  | 0  | 1  | 91 | 18 | +73 | 45 |
| 2  | Karlskrona HK     | 16 | 11 | 0  | 1  | 4  | 54 | 43 | +11 | 34 |
| 3  | IF Troja/Ljungby  | 16 | 4  | 3  | 1  | 8  | 52 | 54 | −2  | 19 |
| 4  | Linköping HC 2    | 16 | 4  | 1  | 2  | 9  | 40 | 63 | −23 | 16 |
| 5  | IF Malmö Redhawks | 16 | 2  | 0  | 0  | 14 | 32 | 91 | −59 | 6  |

Tabelldata är hämtade från Svenska Ishockeyförbundet.

#### Damettan Södra vår
Lagen behåller de poäng som man tagit mot varandra i grundserien.
| Nr | Lag               | S | V | ÖV | ÖF | F | GM | IM | MS  | P  |
| -- | ----------------- | - | - | -- | -- | - | -- | -- | --- | -- |
| 1  | Karlskrona HK     | 6 | 2 | 1  | 1  | 2 | 22 | 17 | +5  | 43 |
| 2  | IF Troja/Ljungby  | 6 | 3 | 3  | 0  | 0 | 30 | 17 | +13 | 31 |
| 3  | Linköping HC 2    | 6 | 2 | 0  | 1  | 3 | 13 | 22 | −9  | 23 |
| 4  | IF Malmö Redhawks | 6 | 1 | 0  | 2  | 3 | 11 | 20 | −9  | 11 |

Tabelldata är hämtade från Svenska Ishockeyförbundet.

### Damettan Västra
| Nr | Lag                 | S  | V  | ÖV | ÖF | F  | GM | IM | MS  | P  |
| -- | ------------------- | -- | -- | -- | -- | -- | -- | -- | --- | -- |
| 1  | Färjestad BK        | 16 | 16 | 0  | 0  | 0  | 90 | 11 | +79 | 48 |
| 2  | Sandvikens IK       | 16 | 11 | 1  | 0  | 4  | 66 | 36 | +30 | 35 |
| 3  | SHK Hockey          | 16 | 4  | 0  | 2  | 10 | 34 | 62 | −28 | 14 |
| 4  | Leksands IF 2       | 16 | 4  | 1  | 0  | 11 | 30 | 69 | −39 | 14 |
| 5  | VIK Västerås HK Ung | 16 | 2  | 1  | 1  | 12 | 23 | 65 | −42 | 9  |

Tabelldata är hämtade från Svenska Ishockeyförbundet.

### Damettan Östra
| Nr | Lag                | S  | V  | ÖV | ÖF | F  | GM  | IM  | MS  | P  |
| -- | ------------------ | -- | -- | -- | -- | -- | --- | --- | --- | -- |
| 1  | Haninge Anchors HC | 28 | 18 | 4  | 1  | 5  | 103 | 40  | +63 | 63 |
| 2  | Hammarby IF IF     | 28 | 19 | 0  | 4  | 5  | 85  | 42  | +43 | 61 |
| 3  | AIK                | 28 | 14 | 0  | 4  | 10 | 86  | 66  | +20 | 46 |
| 4  | SDE HF             | 28 | 13 | 2  | 0  | 13 | 79  | 95  | −16 | 43 |
| 5  | Kallhälls IF       | 28 | 11 | 1  | 3  | 13 | 67  | 85  | −18 | 38 |
| 6  | Södertälje SK      | 28 | 11 | 2  | 0  | 15 | 68  | 68  | 0   | 37 |
| 7  | Almtuna IS         | 28 | 10 | 2  | 0  | 16 | 79  | 95  | −16 | 34 |
| 8  | IFK Tumba IK       | 28 | 4  | 1  | 0  | 23 | 51  | 127 | −76 | 14 |

Tabelldata är hämtade från Svenska Ishockeyförbundet.

### Damettan Norra
| Nr | Lag           | S | V | ÖV | ÖF | F | GM | IM | MS  | P  |
| -- | ------------- | - | - | -- | -- | - | -- | -- | --- | -- |
| 1  | IF Björklöven | 8 | 7 | 0  | 0  | 1 | 49 | 9  | +40 | 21 |
| 2  | Modo Hockey   | 8 | 4 | 1  | 0  | 3 | 18 | 10 | +8  | 14 |
| 3  | Luleå HF      | 8 | 0 | 0  | 1  | 7 | 7  | 55 | −48 | 1  |

Tabelldata är hämtade från Svenska Ishockeyförbundet.